# 1980년 하계 올림픽 다이빙
제22회 하계 올림픽 다이빙 경기는 1980년 소비에트연방 모스크바에서 열렸다.